# Thích Quảng Đức

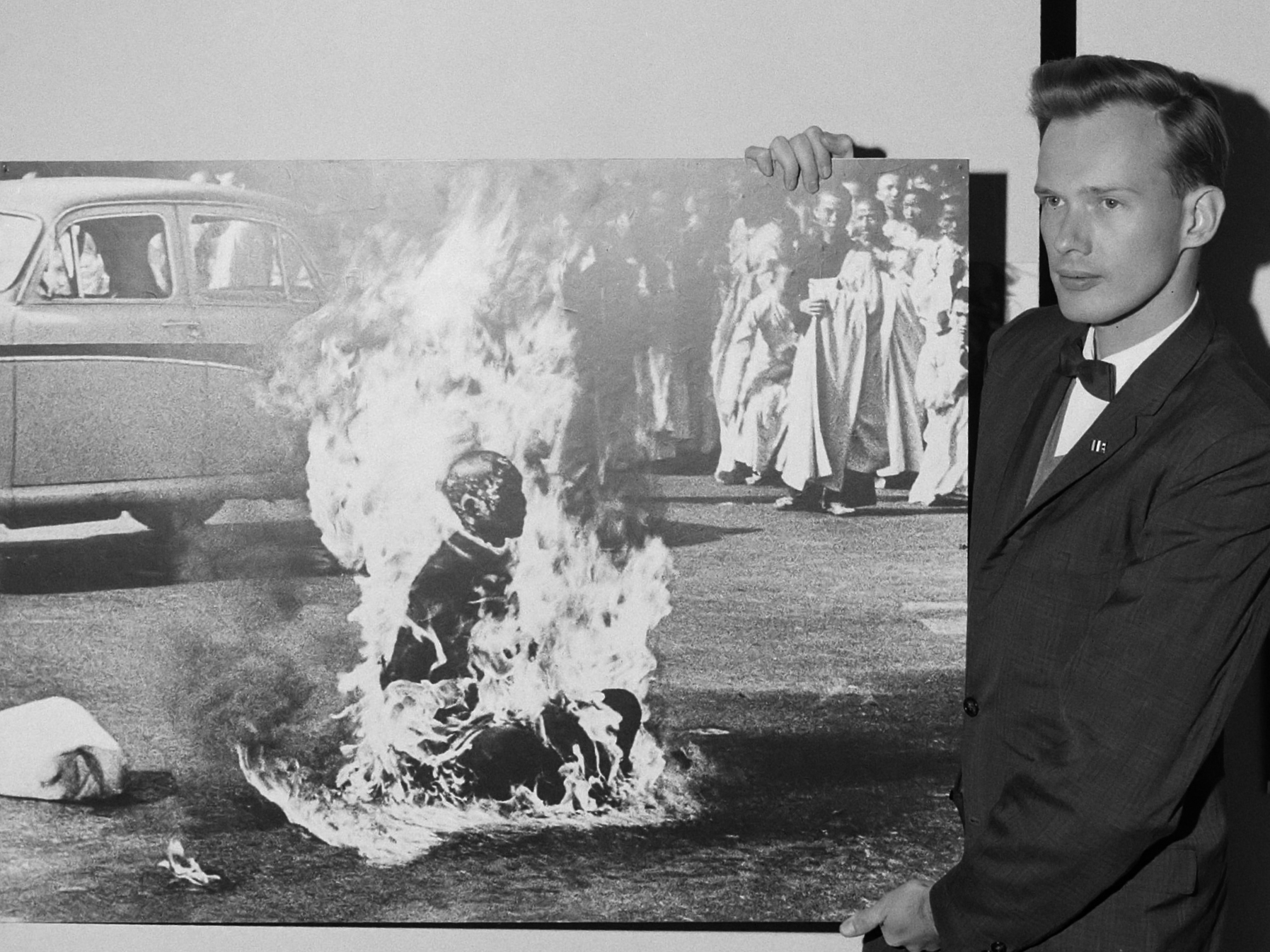
Malcolm Browne beim World Press Photo (1963)

Thích Quảng Đức (* 1897 als Lâm Văn Túc in Hội Khánh, im Distrikt Vạn Ninh der Provinz Khánh Hòa; † 11. Juni 1963 in Saigon) war ein vietnamesischer Mönch, der sich am 11. Juni 1963 in Saigon verbrennen ließ, um so gegen die Unterdrückung der buddhistischen Bevölkerungsmehrheit in Vietnam zu protestieren.

## Leben
Thích Quảng Đức wurde in einem kleinen Dorf in der zentralvietnamesischen Khánh-Hòa-Provinz geboren. Sein ursprünglicher Name war Lâm Văn Túc.
Im Alter von sieben Jahren wurde er Schüler des Zen-Meisters Hoang Tham. Als er zwanzig Jahre alt war, wurde er buddhistischer Mönch. Nach der Mönchsweihe zog er sich für einige Jahre zur spirituellen Reinigung in die Ninh-Hòa-Berge nahe der Stadt Nha Trang zurück. Dort führte er in Isolation extrem anspruchsvolle asketische Reinigungsrituale durch.
1932 wurde er buddhistischer Lehrer in Ninh Hòa. Danach war er am Wiederaufbau von Tempeln in Teilen Zentralvietnams beteiligt. Im Jahre 1943 zog er dann ins südvietnamesische Saigon, um dort in einem Tempel zu wohnen.

## Hergang der Selbstverbrennung
Während der zu diesem Zeitpunkt seit Wochen andauernden Buddhistenkrise ließ die römisch-katholisch dominierte Regierung unter Präsident Ngô Đình Diệm deren Demonstrationen niederschlagen und Teilnehmer verhaften. Der anwesende Journalist David Halberstam, Reporter der New York Times, beschrieb den Mönch als völlig gefasst:

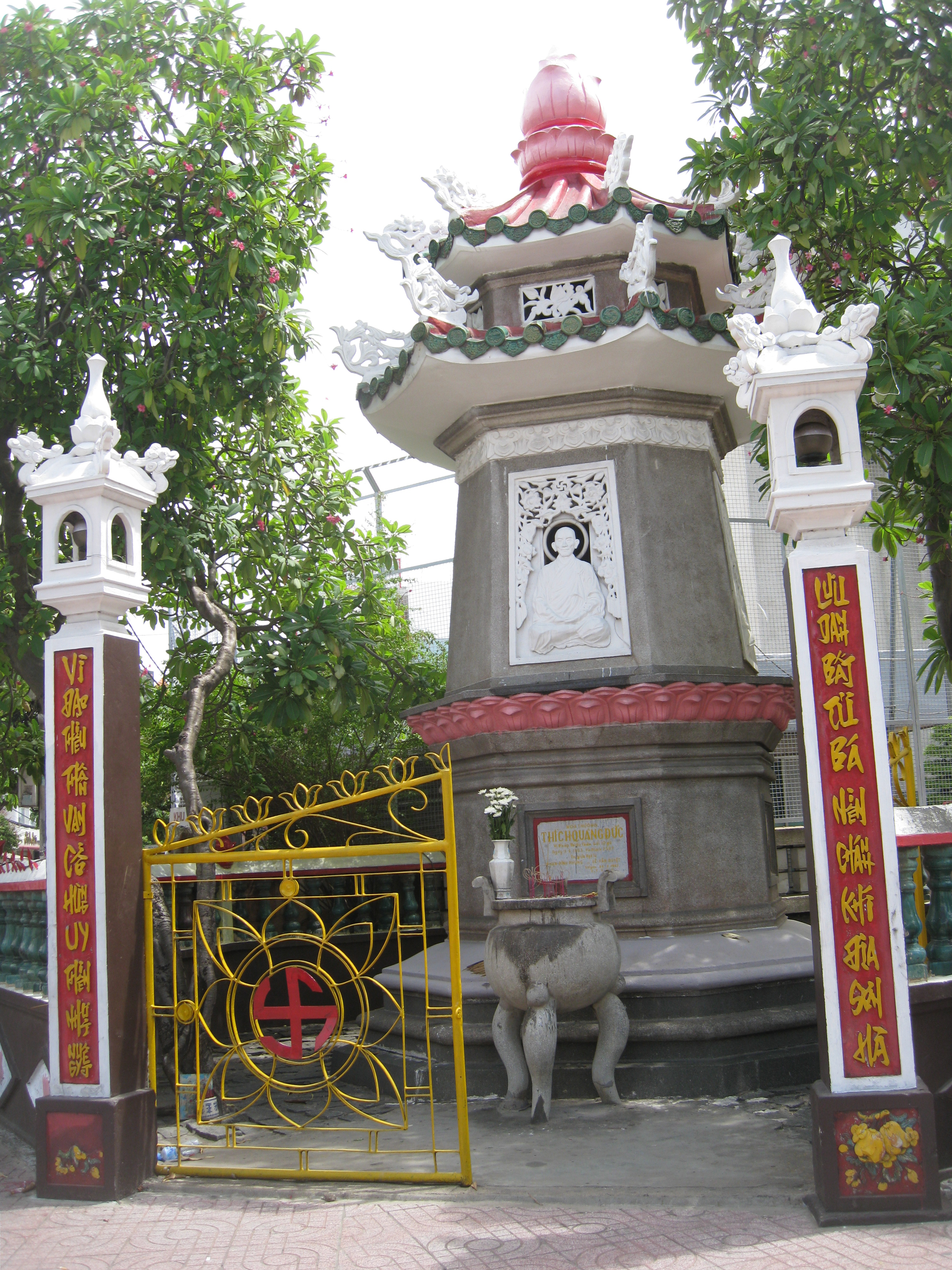
Thích-Quảng-Đức-Gedenkstätte

“I was to see that sight again, but once was enough. Flames were coming from a human being; his body was slowly withering and shriveling up, his head blackening and charring. In the air was the smell of burning human flesh; human beings burn surprisingly quickly. Behind me I could hear the sobbing of the Vietnamese who were now gathering. I was too shocked to cry, too confused to take notes or ask questions, too bewildered to even think. […] As he burned he never moved a muscle, never uttered a sound, his outward composure in sharp contrast to the wailing people around him.”

„Ich sollte diesen Anblick wieder zu Gesicht bekommen, aber einmal war genug. Flammen schlugen aus einem Menschen empor; sein Körper verdorrte und schrumpfte langsam, sein Kopf schwärzte sich und verkohlte. Der Geruch brennenden Menschenfleisches lag in der Luft; Menschen brennen verblüffend schnell. Hinter mir konnte ich das Schluchzen der Vietnamesen vernehmen, die sich nun zusammenfanden. Ich war zu erschüttert, um zu weinen, zu durcheinander, um mir Notizen zu machen oder Fragen zu stellen, sogar zu bestürzt, um überhaupt zu denken … Während er brannte, bewegte er keinen einzigen Muskel, gab keinen Laut von sich und bildete damit durch seine sichtliche Gefasstheit einen scharfen Gegensatz zu den klagenden Leuten um ihn herum.“

Das Herz des Mönchs blieb von den Flammen unversehrt und wird als Heiligtum angesehen.

## Nachgang der Selbstverbrennung

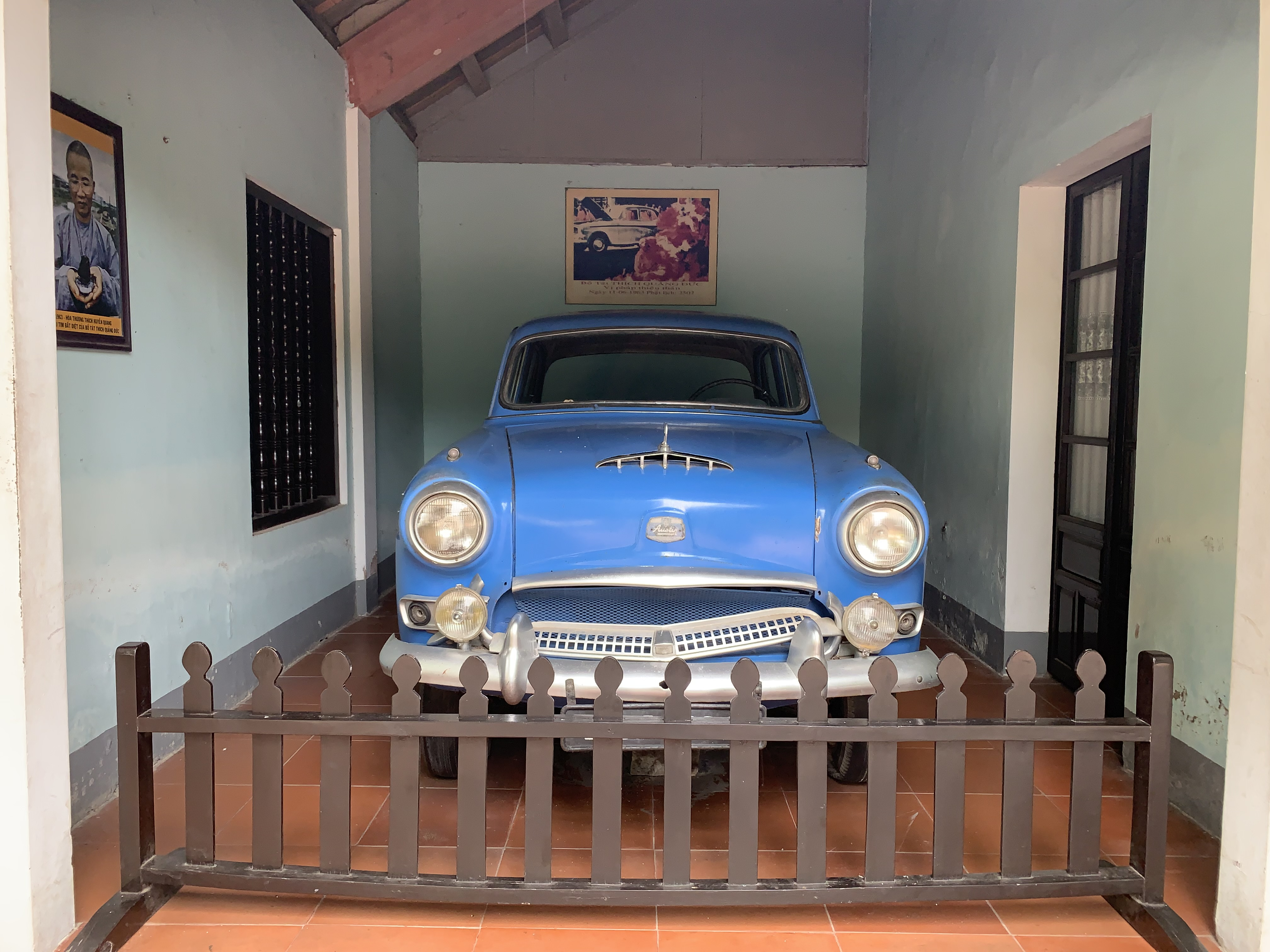
Thích Quảng Đứcs Austin A95

- Das Kloster Thích Quảng Đứcs befand sich vor den Toren Huếs in Zentralvietnam. Der himmelblaue Austin, in welchem er nach Saigon fuhr, um sich verbrennen zu lassen, kann dort zusammen mit dem Foto, das seine Selbstverbrennung zeigt und in dessen Hintergrund der Wagen zu sehen ist, noch immer besichtigt werden.

- Ein von dem Fotografen Malcolm W. Browne aufgenommenes Bild der Selbstverbrennung wurde zum Pressefoto des Jahres 1963 gewählt.[6]

- Madame Nhu, die „inoffizielle First Lady“ und Schwägerin des vietnamesischen Präsidenten Ngô Đình Diệm, hatte für die Selbstverbrennung buddhistischer Mönche nur verachtende Worte übrig. Sie bezeichnete diese Akte zynisch als „Mönchs-Barbecue“, bei denen sie gerne Senf mitgebracht hätte.[7]

- Später benutzte die amerikanische Band Rage Against the Machine das Bild für das Cover ihres ersten Albums Rage Against the Machine sowie der ersten Single-Auskopplung Killing in the Name.